# Maddalena Laura Sirmen
Maddalena Laura Sirmen, född 1745, död 1818, var en italiensk kompositör. Hon var violinist och ansågs vara en framstående sådan under en tid när violinister annars oftast var män. 